# 지슈코프 텔레비전 타워

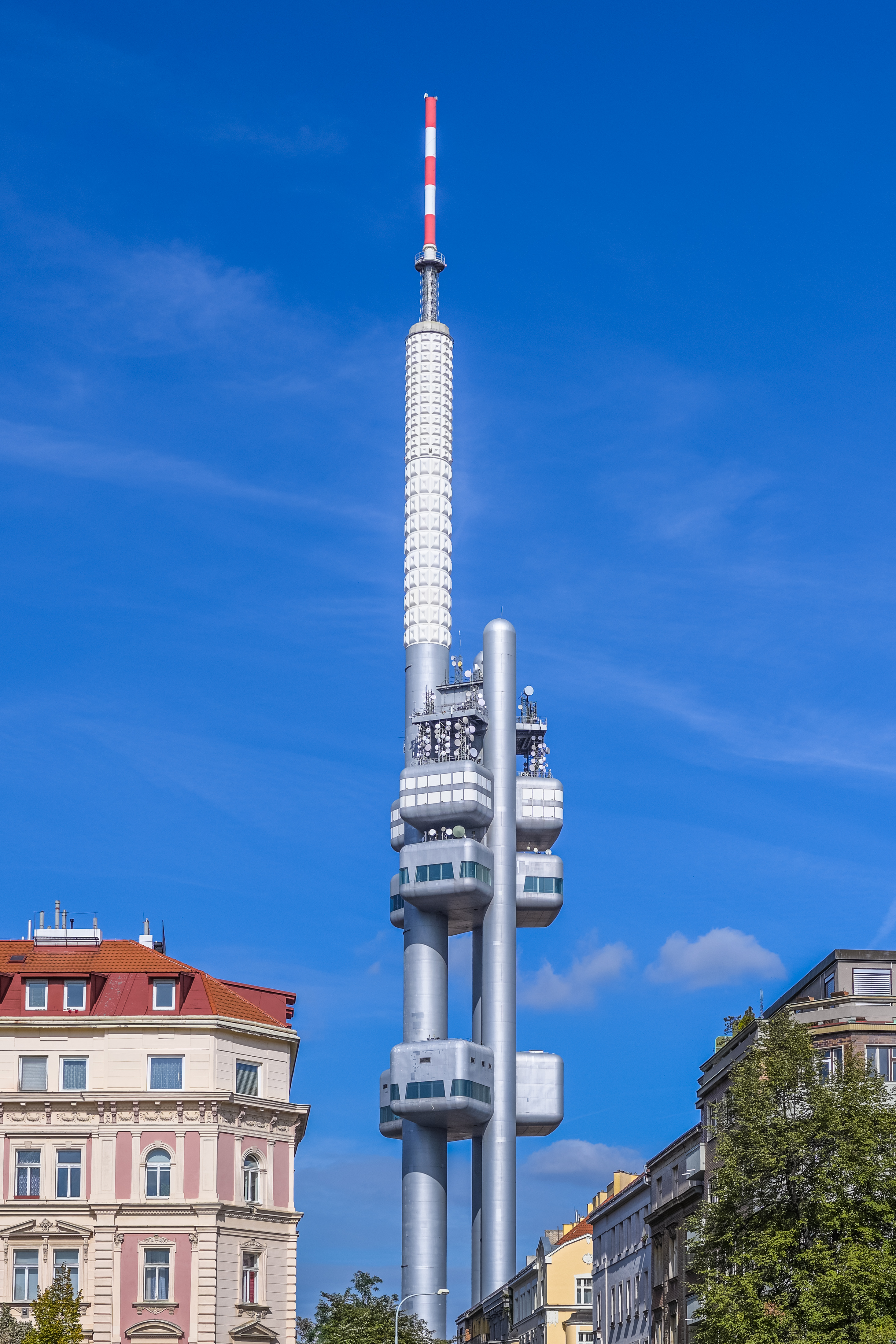
지슈코프 텔레비전 타워

지슈코프 텔레비전 타워(체코어: Žižkovský vysílač)는 체코 프라하에 있는 송신탑이다. 1985년부터 1992년 사이에 건설되었다. 이 타워는 이름의 유래인 지슈코프 지구의 언덕 위에 위치하여 도시의 전통적인 스카이라인 위로 높이 솟아 있다. 이 타워는 하이테크 건축의 한 예다.